# Pecari
Pecari este un gen de mamifere din ordinul Artiodactyla, familia Tayassuidae. Genul a fost monotipic până la descrierea speciei P. maximus în 2007, dar statutul de specie separată față de P. tajacu este încă sub semnul întrebării.

## Specii
- Pecari maximus Roosmalen et al., 2007 –  (Brazilia)
- Pecari tajacu Linnaeus, 1758 –  (SUA, Mexic și America Centrală și de Sud)